# Edward Burne-Jones
Sir Edward Coley Burne-Jones (født 28. august 1833, død 17. juni 1898) var en britisk maler og designer, tæt knyttet til prærafaelitterne. Han arbejdede tæt sammen med William Morris på en lang række udsmykningsprojekter og var medstifter af firmaet Morris, Marshall, Faulkner & Company. Burne-Jones var vigtig for genoplivelsen af glasmaleriet i England. Hans glasmalerier omfatter blandt andet vinduerne i St. Philip's Cathedral, Birmingham, St Martin's Church i Brampton, Cumbria, (designet af Philip Webb), All Saints, Jesus Lane, Cambridge og Christ Church, Oxford.
Burne-Jones' tidlige malerier er tydeligt præget af inspirationen fra Dante Gabriel Rossetti, men fra 1860'erne finder Burne-Jones sin egen stil. I 1877 bliver han overtalt til at udstille otte oliemalerier i Grosvenor Gallery, som konkurrerede med Royal Academy. Et af dem var Merlins fortryllelse. Hans timing var gunstig, og han blev udråbt som budbringer og stjerne i den nye æstetiske bevægelse.
Ud over malerier og glasmaleri arbejde Burne-Jones også på andre felter, herunder design af keramiske fliser, smykkekunst, tapeter, mosaikker og ikke mindst illustrationer til bøger, hvor de bedst kendte er træsnittene til Kelmscott Press' udgave af Chaucer i 1896.

## De unge år
Edward Coley Burne Jones (bindestregen kom til senere) blev født i Birmingham som søn af waliseren Edward Richard Jones, der arbejdede som rammemager i Bennetts Hill, hvor en plakette er opsat til minde om ham. Hans mor, Elizabeth Coley Jones, døde seks dage efter hans fødsel, og hans opdragelse blev dels forestået af faderen, dels af familiens husbestyrerinde, Ann Sampson, der beskrives som en meget hengiven, men også humorforladt og uintelligent kvinde. Efter grundskolen gik han på King Edward's School i Birmingham fra 1844, derefter på Birmingham School of Art fra 1848 til 1852, hvorefter han begyndte at læse teologi på Exeter College i Oxford. På Exeter College i Oxford blev han ven med William Morris. De havde begge interesse for digtning. Sammen med nogle af Jones' venner fra Birmingham (kendt som "the Birmingham Set", skabte de et tæt fællesskab, der blev kaldt the Brotherhood. Medlemmerne af the Brotherhood læste John Ruskin og Tennyson og besøgte kirker og tilbad alt, hvad der havde med Middelalderen at gøre. Burne-Jones stiftede også bekendtskab med Thomas Malorys Le Morte d'Arthur, som kom til at påvirke ham resten af livet. Hverken Burne-Jones eller Morris havde mødt Rossetti, men de var meget påvirket af hans arbejde. De traf ham først, da de bad ham bidrage til deres Oxford and Cambridge Magazine, som Morris havde stiftet i 1856 for at udbrede deres tanker.
Burne-Jones havde planer om at blive præst, men stærkt påvirket af Rossetti besluttede han og Morris sig til at blive kunstnere, og Burne-Jones forlod Oxford uden at tage eksamen. I februar 1857 skrev Rossetti til William Bell Scott:
| Citat | To unge mænd, der repræsenterer Oxford and Cambridge Magazine, er for nylig kommet til byen fra Oxford, og de er nu mine meget nære venner. De hedder Morris og Jones. De har valgt at blive kunstnere i stedet for at vælge en af de andre karrierer, som universitetet normalt sigter på, og begge er virkelig geniale. Jones' designs er vidundere med hensyn til finish og fantasifulde detaljer, og intet kommer op på siden af dem, måske med undtagelse af Albert Dürers bedste arbejder. | Citat |
|       | |       |

Burne-Jones' tidlige værker var kraftigt påvirket af hans mentor Rossetti, men senere udviklede han sin egen stil påvirket af rejser i Italien sammen med Ruskin og andre.

## Karriere
Efter teologiske studieår ved Exeter College i Oxford slog han sig ned i London og uddannede sig i malerkunst under samliv med William Morris ved selvstudium, ved indflydelse fra John Ruskin og vennen Dante Gabriel Rossetti og overhovedet fra den fremspirende prærafaelitiske skole; det udsøgte, det åndig fine, den rossettiske særegent farvede idealisme blev Burne-Jones’ mål, medens han holdt sig fjernt fra akademiernes slagne vej. Først på udstillingen i Grosvenor Gallery 1877 slog Burne-Jones igennem. Burne-Jones stod nu ved sin kunsts overordentlig kærlige gennemførelse både af form og farve, ved den fint forstående benyttelse af den tidlige renæssancekunsts typer og sjælelige ynde, som en af prærafaeliternes ypperste; han blev bannerfører for en stadig voksende kunstnerkreds, der, ofte til lede, efterlignede hans let kendelige stil – de botticelliske kvindeskikkelser med det drømmende, indadvendte væsen, de arkaistisk-langagtige former – med dens skønhed og særheder. Burne-Jones har fornemmelig i legendens mystik fundet det felt, der gav trivsel til hans melankolsk-smægtende og romantisk drømmende kunst med dens passive følelsesliv. Blandt hans mange arbejder, hvis udførelse han ofte var utrolig længe om (Venus’ Spejl var således under udførelse fra 1873-79, Den vilde Rose fra 1870-90), og som dels er udførte i olie, dels i vandfarve, skal nævnes: Amor og Psyche, Kirke, De seks Skabelsesdage, Den gyldne Trappe, Pygmalion og Galathea, Sibyller, tre Billeder fra Perseussagnet, Forkyndelsen, Merlins Fortryllelse og det store temperabillede Bethlehems Stjerne (1891). En meget vigtig side af Burne-Jones’ virksomhed er hans dekorative kunst, idet han med stort held forstår at underordne de dekorative enkeltheder under et arkitektonisk hele; særlig har han store fortjenester af det engelske glasmaleri; udmærkede arbejder i så henseende findes i St Martins og St Philips Church i Birminigham, endvidere i Salisbury Cathedral etc.

## Ældre litteratur
- M. Bell, Edward Burne-Jones, a Record and a Review,London 1893, genudgivet ISBN 978-0-404-00733-1
- Lady Georgiana Burne-Jones, Memorials of Edward Burne-Jones, genudgivet ISBN 978-1-149-05590-8
- Otto von Schleinitz, Burne-Jones, Bielefeld og Leipzig, 1901